# Kanton Grignan
Kanton Grignan (fr. Canton de Grignan) je francouzský kanton v departementu Drôme v regionu Rhône-Alpes. Skládá se ze 14 obcí.

## Obce kantonu
- Chamaret
- Chantemerle-lès-Grignan
- Colonzelle
- Grignan
- Montbrison-sur-Lez
- Montjoyer
- Le Pègue
- Réauville
- Roussas
- Rousset-les-Vignes
- Saint-Pantaléon-les-Vignes
- Salles-sous-Bois
- Taulignan
- Valaurie